# 조지 마셜 (육상 선수)

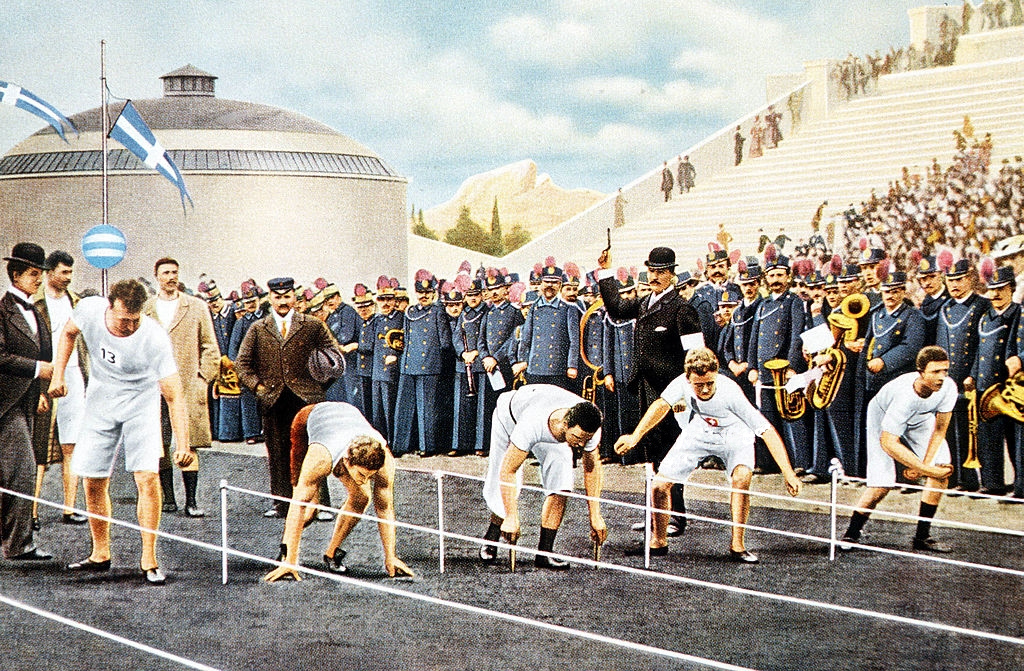

조지 마셜(영어: George Marshall, 1877 ~ ?)은 영국의 육상 선수로 파트라에서 태어났다. 그는 아테네에서 열린 1896년 하계 올림픽에 참가했다.
마셜은 100m에 참가했으며 예선전에서 5위를 기록, 결선에 나가지 못했다.
800m에도 참가했으나 예선전에서 4위를 기록해서 결선에 진출하지 못했다.